# Ammalo chrysogaster
Ammalo chrysogaster är en fjärilsart som beskrevs av Walker 1865. Ammalo chrysogaster ingår i släktet Ammalo och familjen björnspinnare. Inga underarter finns listade i Catalogue of Life.